# Castèths (Arieja)
Castèths (en francès Castex) és un municipi francès, situat a la regió d'Occitània, departament de l'Arieja.